# 501
501是500與502之間的自然數。

## 在人類文化中
- 第501師台灣駐軍
- LEVI'S的一個品牌，501

## 在数学中
- 合數，正因數有1、3、167和501。
質因數分解為{\displaystyle 3\times 167}。
- 虧數，真因數和為171，虧度為330。
- 不尋常數，大於平方根的質因數為167。
- 半質數。
- 無平方數因數的數。
- 第53個十进制的自我數。前一個為490、下一個為512。
- 十进制的奢侈數。
- 501是前18个素数的和。[1]
- 把0至9这十个数字划分到两个集合中，使得每个集合中至少有2个数字，这样的划分方法共有501种。[2]
- 把一张5{\displaystyle \times }4的表格划分成4块面积相等且连续的区域，共有501种划分方法。[3]
- 501是能排成五维正轴体的有形数。[4]
- 不同的格点十边形共有501种。[5][6]

## 其他领域
- 501是HTTP状态码之一，表示服务器不能实现当前请求所需的某些功能（Not Implemented）。[7]
- 501是伯利兹的国际电话区号。
- 氯化铅（PbCl2）的熔点是501℃。